# Hunnertalen
Den såkaldte Hunnertale blev holdt af den tyske kejser Wilhelm 2. den 27. juli 1900 i Bremerhaven ved afsendelsen af det tyske østasiatiske ekspeditionskorps, som skulle deltage i nedkæmpelsen af Bokseropstanden i Kina. Den nok mest kendte sætning fra denne tale lyder:
| Citat | Der bliver ikke givet pardon! Der bliver ikke taget fanger! | Citat |
|       |                                                             |       |

Dette citat blev ofte anvendt under 1. verdenskrig, som dokumentation af den tyske adfærd, som blev anset for barbarisk. I Storbritannien gav talen anledning til at tyskerne blev kaldt the huns eller hunnerne, hvilket også blev betegnelsen i den britiske krigspropaganda under 1. verdenskrig.

## Overlevering og versioner
Talen blev i det mindste delvis improviseret af Wilhelm 2. Der kendes intet manuskript. Endnu samme dag kom tre tekstversion i omløb, hvoraf de to stammede fra udenrigsministeren, den senere rigskansler, Bernhard von Bülow. På baggrund af tidligere erfaringer ville Bülow forhindre, at en af kejserens taler igen blev udsat for offentlig kritik. Heri blev han støttet af den daværende rigskansler Chlodwig zu Hohenlohe-Schillingsfürst og direktøren for Norddeutscher Lloyd Heinrich Wiegand. Bülow indskærpede derfor overfor de tilstedeværende journalister, at kun den af ham redigerede version måtte offentliggøres. Bülow fremlagde om aftenen en stærkt forkortet version med kun få direkte citater. Få timer senere fremkom han med en ny version, og denne gang med direkte tale. I denne 2. officielle version har den afgørende passage følgende ordlyd:
| Citat | I ved nok, at I skal kæmpe mod en listig, tapper, velbevæbnet og grusom fjende. Kommer I til ham, så vid: Pardon gives der ikke. Fanger tages der ikke. Brug jeres våben således, at ingen kineser de næste 1000 år vover at se skævt på en tysker. | Citat |
|       | |       |

Dermed ville Bülow antyde, at kejseren ikke havde opfordret de tyske tropper til brutal adfærd. I stedet havde han villet advare dem mod fjendens grusomhed. Fra konservativ side blev denne udgave forstærket ved at man ændrede den afgørende sætning til: "Pardon gives der jer ikke". I overensstemmelse hermed mangler der i denne udgave af hunnertalen også henvisningen til hunnerne. Således forsøger Bülow at styrke argumentet for afsendelsen af tropperne, da de historiske årsager til at afsende tropperne virker temmelig svage.
Alle bestræbelser til trods kunne Bülow ikke forhindre at en række lokale aviser i området omkring Bremen-Wilhelmshaven offentliggjorde en næsten enslydende uredigeret udgave. Denne afviger tydeligt fra den officielle version:
| Citat | En stor opgave venter på jer: I skal sone den alvorlige uret, som er sket. Kiseserne har tilsidesat folkeretten. De har på en i verdenshistorien uhørt måde krænket diplomaternes ukrænkelighed og hånet gæsteretten. Det er så meget mere forargende, da denne forbrydelse er blevet begået af en nation, som er stolt af sin gamle kultur. Bevar den gamle preussiske duelighed, vis jer som kristne ved glædeligt at udholde lidelser, må ære og ry følge jeres faner og våben, giv verden et eksempel ved mandstugt og disciplin [...] I skal kæmpe mod en velbevæbnet magt, men I skal også hævne, ikke blot udsendingenes død, men også mange tyskere og europæere. Hvis I møder fjenden bliver han slået, der gives ikke parton, der bliver ikke taget fanger. Den som falder i jeres hænder, er i jeres hånd. Som hunnerne for 1000 år siden under deres konge Attila skabte sig et navn, som stadig giver genlyd i overleveringen, så må navnet Tyskland slås således fast i Kina, at ingen kineser nogensinde vover igen at se skævt til en tysker. | Citat |
|       | |       |

Denne udgave må komme nærmest på den tale, som rent faktisk blev holdt i Bremerhaven.

## Fortolkning
Der kan ikke være tvivl om, at Wilhelm 2. i hunnertalen opfordrede de tyske tropper til et hensynsløst hævntog i Kina. Det er der yderligere indicier på. Således havde kejseren på samme tidspunkt bestilt kopier af billedet Völker Europas, wahrt eure heiligsten Güter, som maleren Hermann Knackfuß havde udført efter kejserens udkast. Det var en allegori om forsvaret af Europa under tysk førerskab mod den angivelige "gule fare". I mindst et tilfælde tilføjede Wilhelm yderligere billedet påskriften "Pardon gives ikke " eller "ingen pardon".
Soldaterne, der rejste til Kina, tog angiveligt kejseren bogstaveligt. Dette beretter kavaleristen Heinrich Haslinde i sin dagbog:
| Citat | Es dauerte nicht lange bis Majestät erschien. Er hielt eine zündende Ansprach an uns, von der ich mir aber nur die folgenden Worte gemerkt habe: "Gefangene werden nicht gemacht, Pardon wird keinem Chinesen gegeben, der Euch in die Hände fällt." Det varede ikke længe, før Hans Majestæt viste sig. Han holdt en rørende tale til os, hvoraf jeg kun huskede følgende ord: "Ingen fanger vil blive taget, ingen kvarter vil blive givet til nogen kinesere, der falder i dine hænder." | Citat |
|       | |       |

Tvivlsomt henviser Haslinde i resten af dagbogen, som er udgivet i dele, ingen steder til kejserens tale, som han kun anfører på side 16 i ovenstående formular vedrørende hans indskibning i Bremerhaven. I modsætning hertil beretter han også - udover krigens "sædvanlige" vilkårlighed - at han og andre har taget til fange.
Andre soldater malede slogans på jernbanevognene, som kørte dem til kysten, såsom "hævnen er sød" og "Der gives ingen pardon".
Wilhelm 2. følte sig uden tvivl i sin gode ret til at give denne opfordring, især efter mordet på den tyske udsending i Kina, friherre Klemens von Ketteler den 20. juni 1900 i Beijing. At han derved kunne komme i konflikt med international ret, lod ikke til at have bekymret ham. Tyskland havde allerede underskrevet Haager Landkrigsreglementet i 1899, som udtrykkelig forbød opfordringer til ikke at give pardon. Imidlertid var det i samtiden omstridt hvor vidt denne aftale havde gyldighed i Kina, for Kina havde ganske vist deltaget i fredskonferencen i Haag, men havde ikke underskrevet aftalen.
Desuden bør det bemærkes, at også politikere og journalister i andre europæiske lande, som deltog i nedkæmpelsen af bokseropstranden, opfordrede til hævn for mordet på vestlige udlændingen i Kina. En ikke ubetydelig del af kejserens moralske harme skyldtes muligvis den fejlagtige meddelelse i først Daily Mail og senere mange andre internationale aviser om at ambassadekvarteret i Beijing var blevet stormet og alle udlændinge dræbt – garneret med grusomme detaljer. Imidlertid gik ingen så langt i sine udtalelser, som den tyske kejser. Med sin overdrevne retorik bidrog han uden tvivl til, at den internationale militære indsats rent faktisk blev gennemført med yderste grusomhed – og det var ikke kun de tyske tropper, som ikke gav pardon.

## Reaktioner og konsekvenser
Hunnertalen blev mødt med både tilslutning og kritik i ind- og udland. I den forbindelse blev sammenligningen med "hunnerne" også i Tyskland set som et billede på grusom krigsførelse. Breve fra tyske soldater, som blev optrykt i tyske aviser, og som fortalte om grusomheder under kampene i Kina blev kaldt for "hunnerbreve". Rigsdagsmedlemmet Friedrich Naumann fik på grund af sit forsvar for de militære intervention i Kina øgenavnet "Hunnenpastor".
Den største virkning fik hunnertalen imidlertid først under 1. verdenskrig, da den britiske krigspropaganda greb hunner-metaforen og brugte den som synonym for tyskerne. Dermed skulle barbariet i den tyske krigsførelse understreges. Tyske handelsskibe, som var blevet opbragt og sat i britisk tjeneste blev af briterne kaldt "hunnerdampere".
I virkeligheden var de tyske troppers opførsel under interventionen i Kina hverken værre eller bedre end de andre deltagende troppers, bl.a. fordi de tyske tropper først ankom da opstanden stort set var blevet slået ned. Alle deltagende magter begik efter vore dages målestok alvorlige krigsforbrydelser. Hunnertalen er imidlertid bemærkelsesværdig ved at et statsoverhoved i al offentlighed opfordrede sine soldater til at begå dem.

## Eksterne kilder
- Hele teksten i den uofficielle version
- Historisk sammenhæng og hele teksten i den officielle udgave Arkiveret 15. juni 2009 hos  Wayback Machine
- Sammenligning af versionerne
- Billede af Knackfußens litografi „Völker Europas wahret Eure heiligsten Güter“, 1895